# Breznički Hum
Breznički Hum – wieś w Chorwacji, w żupanii varażdińskiej, siedziba gminy Breznički Hum. W 2011 roku liczyła 497 mieszkańców.